# Agrupación Deportiva Son Sardina (femenino)
La sección de fútbol femenino de la Agrupación Deportiva Son Sardina (en catalán; Agrupació Esportiva Son Sardina) nació en 2006. El club pertenece a la barriada de Son Sardina, núcleo periférico del municipio de Palma de Mallorca (Baleares) España.
Actualmente el equipo milita en Segunda División, Grupo 3, segunda categoría absoluta del fútbol femenino español después de haber conseguido el ascenso en la temporada 2013-14.

## Historia
La AD Son Sardina es un club de fútbol fundado en 1972. En la temporada 2006-07 se fundó la sección de fútbol femenino y su equipo empezó a competir en la Liga Regional de Mallorca, la categoría más baja del fútbol femenino balear. Con la creación de la Liga Autonómica en la temporada 2009-10 el equipo se clasificó para competir en la misma.
Formado inicialmente como un equipo humilde, sus resultados mejoraron temporada tras temporada hasta convertirse en uno de los equipos más fuertes de la categoría y un firme candidato al ascenso a Segunda División. En la temporada 2013-14 quedó campeón y logró el ascenso a Segunda División.

### Clasificaciones en Liga
| - 2006-07: Liga Regional (18.º) - 2007-08: Copa (5.º) y Liga Regional (9.º) - 2008-09: Copa (3.º) y Liga Regional (8.º) - 2009-10: Liga Autonómica (10.º) - 2010-11: Liga Autonómica (6.º) | - 2011-12: Liga Autonómica (2.º) - 2012-13: Liga Autonómica (3.º) - 2013-14: Copa (1º) y Liga Autonómica (1º) - 2014-15: Segunda División (8.º) - 2015-16: Segunda División (7.º) |

 - Ascenso 

 - Descenso 

## Uniforme
- Uniforme titular: Camiseta amarilla, pantalón negro, medias negras.
- Uniforme alternativo: Camiseta blanca, pantalón negro, medias negras.

## Estadio
El equipo juega sus partidos en el campo municipal de Son Sardina de Palma de Mallorca (Baleares). El terreno de juego es de césped artificial y tiene unas medidas de 92 x 45 metros.

## Datos del club
- Temporadas en Segunda División (2): 2014-15, 2015-16
- Temporadas en Liga Autonómica Balear (5): 2009-10 a 2013-14
- Temporadas en Liga Regional Balear (3): 2006-07 a 2008-09

## Jugadoras y cuerpo técnico

### Altas y bajas 2014/15
| Altas   |          |             |  |
| Jugador | Posición | Procedencia |  |
| ..      | ..       | ..          |  |
| ..      | ..       | ..          |  |
| ..      | ..       | ..          |  |
| ..      | ..       | ..          |  |
| ..      | ..       | ..          |  |
| ..      | ..       | ..          |  |
| ..      | ..       | ..          |  |

| Bajas           |          |                            |  |
| Jugador         | Posición | Destino                    |  |
| Ana Aranda      | DEL      | Retirada                   |  |
| Chloé Serra     | MED      | Retirada                   |  |
| Gemma Gutiérrez | MED      | CA Paguera (Liga Regional) |  |
| Xisca Delicado  | DEL      | Retirada                   |  |

### Jugadoras destacadas
- Margalida Mas Flaquer

La actual entrenadora del equipo formó parte como jugadora de la plantilla que ganó la liga 2013-2014 consiguiendo el ascenso a la Segunda División nacional. Marga Mas llegó al equipo a mediados de la temporada anterior (2012-2013) después de haber jugado en el FC Barcelona durante 2 temporadas en la máxima categoría del fútbol español. Ha sido internacional con la selección española.
También ha sido jugadora de la Primera División nacional de fútbol sala en los equipos Gironella (Barcelona, temp. 2005 a 2008 y 2009-2010) y Club 4 Arcos (Logroño, temp. 2008-2009).
Fue segunda entrenadora de la Selección Catalana de Fútbol femenino sub-16 en la temporada 2010-2011.

## Otras secciones y filiales

### AD Son Sardina Atlètic
Desde la temporada 2013-14 el Club cuenta con un equipo filial, el Son Sardina Atlètic. En su primera temporada ascendió a la Liga Autonómica de Baleares, ocupando el lugar que hasta entonces había ocupado el primer equipo.

## Palmarés
- Campeonato de Liga Autonómica (1): 2013-14
- Campeonato de Copa (1): 2013-14
- Subcampeonato de Liga Autonómica (1): 2011-12